# Lingua warlpiri
La lingua warlpiri è una lingua ngarga parlata in Australia, nel Territorio del Nord.

## Distribuzione geografica
Al censimento del 2016 sono stati rilevati 2304 locutori di warlpiri.

## Fonologia
Nelle tabelle del sistema fonetico warlpiri, i simboli in grassetto rendono l'ortografia pratica usata dalla comunità warlpiri. I valori fonetici in IPA vengono resi tra [parentesi quadre].

### Vocali
|               | vocali anteriori | vocali centrali | vocali posteriori |
| ------------- | ---------------- | --------------- | ----------------- |
| vocali chiuse | i [i], ii [iː]   |                 | u [u], uu [uː]    |
| vocali aperte |                  | a [a], aa [aː]  |                   |

Il Warlpiri ha un sistema standard di tre vocali simile all'arabo classico, con una distinzione tra vocale lunga e vocale breve che dà luogo ad una combinazione possibile di sei vocali.

### Consonanti
|                          | consonanti bilabiali | consonanti alveolari | consonanti retroflesse | consonanti palatali | consonanti velari |
| ------------------------ | -------------------- | -------------------- | ---------------------- | ------------------- | ----------------- |
| consonanti occlusive     | p [p]                | t [t]                | rt [ʈ]                 | j [c]               | k [k]             |
| consonanti nasali        | m [m]                | n [n]                | rn [ɳ]                 | ny [ɲ]              | ng [ŋ]            |
| polivibranti             |                      | rr [r]               |                        |                     |                   |
| monovibranti             |                      |                      | rd [ɽ]                 |                     |                   |
| consonanti laterali      |                      | l [l]                | rl [ɭ]                 | ly [ʎ]              |                   |
| consonanti approssimanti | w [w]                |                      | r [ɻ]                  | y [j]               |                   |

Come mostra il diagramma, il Warlpiri distingue cinque luoghi di articolazione e ha plosive orali e nasali per ogni luogo. Le plosive orali non hanno alcuna distinzione fonemica bensì presentano allofoni sordi e sonori; le plosive di solito sono sorde all'inizio di una parola e sonore altrove. In entrambi i luoghi di solito non sono aspirate.
Il Warlpiri, come la maggior parte delle lingue australiane, non ha consonanti fricative.
La consonante elencata nella tabella come monovibrante retroflessa è a dire il vero una consonante un po' insolita, probabilmente tipica solo del Warlpiri. La punta della lingua inizia nel luogo retroflesso ma poi si sposta in avanti rapidamente, colpendo l'arcata alveolare.

### Sillabe e accento
Le sillabe warlpiri hanno una struttura piuttosto contenuta. Tutte le sillabe cominciano con una sola consonante; non ci sono gruppi consonantici all'inizio delle sillabe e nessuna sillaba comincia per vocale. Dopo la consonante giunge una vocale lunga o breve, a volte seguita da una consonante in chiusura. Le sillabe aperte sono molto più comuni di quelle chiuse. Nessuna sillaba termina con una plosiva o con la monovibrante retroflessa are /ɽ/.
Il tipo di gruppo consonantico più comune capita quando la sillaba termina con una consonante nasale e la sillaba successiva comincia con la plosiva corrispondente. Tuttavia si trovano anche altri gruppi consonantici quali /rk/ and /lp/.
L'accento in genere non è distintivo ma assegnato da una regola. Le parole polisillabiche ricevono l'accento principale sulla prima sillaba mentre gli accenti secondari tendono ad occupare le sillabe successive; questo ritmo potrebbe essere interrotto dalla struttura della parola, cosicché a volte vi sono gruppi anche trisillabici.

### Armonia vocalica
Se due sillabe adiacenti in un morfema warlpiri hanno vocali alte, allora quelle vocali alte sono quasi sempre simili; questo significa sia u che i.  Il numero di radici warlpiri con sillabe adiacenti che hanno u e i è molto basso.
Questa tendenza a preferire vocali alte adiacenti dall'aspetto identico si diffonde anche all'interno di una parola attraverso i limiti di un morfema. Aggiungere un suffisso ad una parola può unire le vocali u e i.  Quando questo avviene, una delle vocali tende ad assimilarsi all'altra, cioè si modifica per corrispondere all'altra vocale. Questo tipo di assimilazione viene chiamata armonia vocalica. L'armonia vocalica non è rara tra le lingue del mondo: si trova ad esempio in finlandese, ungherese, mongolo e turco. I plurali germanici con raddolcimento come il geese (pl di goose) inglese e le umlaut tedesche rappresentano tracce di un'armonia vocalica presente nelle lingue germaniche arcaiche.
In Warlpiri, avviene sia l'armonia vocalica progressiva che quella regressive.  Nell'armonia vocalica progressiva la seconda vocale si modifica fino a corrispondere alla prima; nell'armonia regressiva la prima si modifica fino a corrispondere alla seconda.
L'armonia regressiva avviene solo quando si unisce un suffisso verbale ad un verbo (vedi sotto). Ad esempio quando il verbo panti- (classe 2) viene coniugato al passato con il suffisso -rnu, il risultato non è *pantirnu ma panturnu.
L'armonia progressiva avviene con la maggior parte degli altri tipi di suffisso. Ad esempio, quando il suffisso segnacaso ergativo -ngku viene unito al sostantivo karli "boomerang", si otterrà karlingki e non *karlingku.
Occasionalmente si possono assimilare lunghe catene di vocali alte, ognuna con influenza su quella successiva. Ad esempio, quando il verbo della classe 2 kiji- viene unito al suffisso per il passato -rnu, la parola che ne risulterà sarà kujurnu.

### Parole
Nessuna parola warlpiri comincia per consonante alveolare; la prima consonante di una parola deve essere bilabiale, palatale, retroflessa o velare.
Tutte le parole warlpiri finiscono per vocale; una parola che potrebbe altrimenti terminare per consonante viene solitamente "corretta" con l'aggiunta di un suffisso privo di significato semantico, di solito -pa.

## Ortografia
Dagli anni '50 il warlpiri è stato scritto in alfabeto latino utilizzando un sistema originariamente ideato da Lothar Jagst e successivamente leggermente modificato. L'ortografia warlpiri usa solo lettere comuni senza errori di accento. Vicino all'IPA, da cui si discosta nei modi seguenti:
1. Le vocali lunghe sono scritte raddoppiando le vocali: ii, aa, uu.
2. Le consonanti retroflesse sono scritte con digrammi formati anteponendo la r al solito simbolo alveolare: rt, rn, rl.
3. L'occlusiva palatale si scrive j.
4. Le altre palatali sono scritte con digrammi formati anteponendo y al solito simbolo alveolare: ny, ly.  L'approssimante palatale è scritta y.
5. La nasale velare si scrive ng.
6. La polivibrante alveolare si scrive rr.
7. La monovibrante alveolare si scrive rd.
8. L'approssimante retroflessa si scrive r.

A queste regole di base si aggiungano due modifiche che rendono l'ortografia più facile da usare.
1. Gli indicatori y (per le palatali) e r (per le retroflesse) spesso vengono eliminati se quando sono ridondanti nei gruppi consonantici che condividono luoghi di articolazione. Per esempio: nyj è scritto nj, rnrt si scrive rnt.
2. All'inizio di una parola l'indicatore retroflesso r viene omesso.  Questo non produce ambiguità perché nessuna parola warlpiri comincia con una consonante alveolare pura. Ad esempio: rtari "piede" si scrive tari.

## Morfologia

### Verbi
I verbi warlpiri si costruiscono da poche centinaia di radici verbali, distribuite in cinque classi di coniugazione. Due di queste classi contengono la maggioranza delle radici verbali; le altre tre classi hanno solo alcune radici ciascuna.
Un'ampia classe di radici modificatrici, o preverbi, viene usata per creare verbi con significati specifici. Ad esempio la radice verbale parnka- significa "correre" quando usata da sé, mentre wurulyparnka- significa "dileguarsi".  Il preverbo wuruly- viene usato con poche altre radici verbali per formare altri verbi che indicano l'atto del nascondersi o dell'escludersi. I preverbi a volte vengono raddoppiati per accentuarne l'enfasi o per creare una distinzione di significato.
La maggior parte delle combinazioni preverbo-verbo sono una parte fissa del lessico; non si possono creare liberamente nuove combinazioni, ma ci sono alcuni preverbi che sono molto produttivi e che possono essere combinati con molte radici diverse e alcune radici accetteranno quasi tutti i preverbi.
Alla radice verbale segue un suffisso verbale.  Ce ne sono cinque di questi per ogni classe di coniugazione, come la tabella seguente dimostra. (Sono state omesse alcune variazioni di scelta.)
| Classe | Aoristo | Passato | Imperativo | Futuro immediato | Presente |
| ------ | ------- | ------- | ---------- | ---------------- | -------- |
| 1      | mi      | ja      | ya         | ju               | nya      |
| 2      | rni     | rnu     | ka         | ku               | rninya   |
| 3      | nyi     | ngu     | ngka       | ngku             | nganya   |
| 4      | rni     | rnu     | nja        | lku              | rninya   |
| 5      | ni      | nu      | nta        | nku              | nanya    |

### Sostantivi
I sostantivi warlpiri vengono assemblati da migliaia di radici con un'ampia gamma di tecniche derivative quali la derivazione e l'unione di composti.

### Parole ausiliarie e suffissi per le concordanze
Ogni proposizione warlpiri completa potrebbe contenere una parola ausiliaria, che insieme al suffisso verbale serve ad identificare il verbo e a chiarire la relazione tra la proposizione dipendente e quella principale. Gli ausiliari comuni includono ka (presente), kapi (futuro), kaji (condizionale).  La parola ausiliaria è quasi sempre al secondo posto logico nella proposizione.
La parola ausiliaria ha anche la funzione di sede di una famiglia elaborata di suffissi che specificano la persona e il numero del soggetto e dell'oggetto nella proposizione. Sono simili ai suffissi di coniugazione famigliari che concordano per soggetto nelle lingue indo-europee, ma in warlpiri sono posizionati sull'ausiliare invece che sul verbo e concordano con l'oggetto e con il soggetto.
Un esempio di parola ausiliaria con suffisso può essere osservata nella formula di addio, kapirnangku nyanyi, "Ti vedrò"  Qui, kapi indica il futuro, -rna è il suffisso della prima persona singolare "Io", -ngku indica l'oggetto della seconda persona singolare "te", e nyanyi è la forma aoristica del verbo della classe 3 "vedere".
Al passato, l'ausiliare spesso cade completamente. In questo caso i suffissidi concordanza si attaccano alla prima o a alla seconda parola della proposizione, come in nyangurnangku, "Ti ho visto".
Il collegamento in cui i suffissi di concordanza sono uniti può dare luogo ad un'armonia vocalica progressiva. Perciò, nyanyi kapingki, "Lui/lei ti vedrà", mostra il suffisso vocalica -ngku (oggetto di seconda persona singolare) assimilato alla seconda vocale finale kapi.

## Lingua della suocera
Nella cultura warlpiri è considerato riprovevole o maleducato parlare con alcuni parenti (per esempio, una donna non dovrebbe parlare con il proprio genero). Se tale conversazione è necessaria, i parlanti usano un registro linguistico speciale chiamato lingua della suocera.  La lingua della suocera ha la stessa grammatica dello warlpiri ma ha un lessico drasticamente ridotto; la maggior parte delle parole contenute vengono sostituite o da un sinonimo generico o da una parola unica al registro della lingua suocera.